# Premi e riconoscimenti delle Apink
Questa è una lista dei premi e delle candidature ricevute dalle Apink, gruppo musicale sudcoreano che debuttò nell'aprile 2011 sotto la Cube Entertainment.

## Premi coreani e internazionali
Asia Artist Award
| Anno | Premio               | Ricevente | Risultato       | Fonti |
| ---- | -------------------- | --------- | --------------- | ----- |
| 2017 | Best Celebrity Award | Apink     | Vincitore/trice |       |

BreakTudo Awards
| Anno | Premio             | Ricevente | Risultato   | Fonti |
| ---- | ------------------ | --------- | ----------- | ----- |
| 2018 | K-pop Female Group | Apink     | Candidato/a | [ 1 ] |

 Mnet Asian Music Awards 
| Anno | Premio                              | Ricevente | Risultato       | Note  |
| ---- | ----------------------------------- | --------- | --------------- | ----- |
| 2011 | Best New Female Artist              | Apink     | Vincitore/trice | [ 2 ] |
| 2013 | Next Generation Global Star         | Apink     | Vincitore/trice | [ 3 ] |
| 2014 | Best Female Group                   | Apink     | Candidato/a     | [ 4 ] |
| 2014 | UnionPay Artist of the Year         | Apink     | Candidato/a     | [ 4 ] |
| 2015 | Best Female Group                   | Apink     | Candidato/a     | [ 5 ] |
| 2015 | UnionPay Artist of the Year         | Apink     | Candidato/a     | [ 5 ] |
| 2017 | Best Dance Performance Female Group | "FIVE"    | Candidato/a     | [ 6 ] |
| 2017 | Qoo10 Song of the Year              | "FIVE"    | Candidato/a     | [ 6 ] |

 Melon Music Awards 
| Anno | Premio                   | Ricevente            | Risultato       | Fonti |
| ---- | ------------------------ | -------------------- | --------------- | ----- |
| 2014 | Song of the Year         | "Mr. Chu" (On Stage) | Candidato/a     | [ 7 ] |
| 2014 | Best Music Video         | "Mr. Chu" (On Stage) | Candidato/a     | [ 7 ] |
| 2014 | Best Female Dance        | "Mr. Chu" (On Stage) | Vincitore/trice | [ 7 ] |
| 2015 | Top 10 Artist            | Apink                | Vincitore/trice |       |
| 2015 | Best Song Award          | "Luv"                | Candidato/a     |       |
| 2015 | Netizen Popularity Award | "Remember"           | Candidato/a     |       |
| 2015 | Best Album Award         | Pink Luv             | Candidato/a     |       |
| 2017 | Top 10 Artist            | Apink                | Candidato/a     |       |
| 2018 | Top 10 Artist            | Apink                | Vincitore/trice | [ 8 ] |

 MTV Best of the Best 
| Anno | Premio            | Ricevente | Risultato       | Fonti |
| ---- | ----------------- | --------- | --------------- | ----- |
| 2011 | Hot Debut Star    | Apink     | Candidato/a     |       |
| 2012 | Best Video Female | Apink     | Vincitore/trice |       |
| 2014 | Best Female Group | Apink     | Vincitore/trice | [ 9 ] |
| 2014 | Best Dance Video  | "Mr. Chu" | Candidato/a     | [ 9 ] |

 Seoul Music Awards 
| Anno | Premio               | Ricevente  | Risultato       | Fonti  |
| ---- | -------------------- | ---------- | --------------- | ------ |
| 2012 | New Artist Award     | Apink      | Vincitore/trice | [ 2 ]  |
| 2013 | Popularity Award     | Apink      | Candidato/a     |        |
| 2013 | Bonsang Award        | "Hush"     | Candidato/a     |        |
| 2014 | Popularity Award     | Apink      | Candidato/a     |        |
| 2014 | Bonsang Award        | "NoNoNo"   | Vincitore/trice | [ 10 ] |
| 2015 | Popularity Award     | Apink      | Candidato/a     | [ 11 ] |
| 2015 | Hallyu Special Award | Apink      | Candidato/a     | [ 11 ] |
| 2015 | Bonsang Award        | "Mr. Chu"  | Vincitore/trice | [ 11 ] |
| 2016 | Popularity Award     | Apink      | Candidato/a     |        |
| 2016 | Bonsang Award        | "Remember" | Vincitore/trice |        |
| 2018 | Bonsang Award        | Apink      | Candidato/a     |        |
| 2018 | Popularity Award     | Apink      | Candidato/a     |        |
| 2018 | Hallyu Special Award | Apink      | Candidato/a     |        |

 Golden Disc Awards 
| Anno | Premio                          | Ricevente            | Risultato       | Fonti  |
| ---- | ------------------------------- | -------------------- | --------------- | ------ |
| 2012 | Best Newcomer Artist            | Apink                | Vincitore/trice | [ 2 ]  |
| 2014 | Popularity Award                | Apink                | Candidato/a     |        |
| 2014 | Disk Bonsang                    | Secret Garden        | Candidato/a     | [ 12 ] |
| 2014 | Digital Bonsang                 | "NoNoNo"             | Vincitore/trice | [ 13 ] |
| 2015 | Disk Bonsang                    | Pink Blossom         | Vincitore/trice | [ 14 ] |
| 2015 | Digital Bonsang                 | "Mr. Chu" (On Stage) | Candidato/a     |        |
| 2015 | Best Female Performance         | Apink                | Vincitore/trice | [ 14 ] |
| 2016 | Digital Bonsang                 | "Remember"           | Candidato/a     |        |
| 2016 | Disk Bonsang                    | Pink Memory          | Vincitore/trice |        |
| 2016 | Popularity Award (Korea)        | Pink Memory          | Candidato/a     |        |
| 2016 | Global Popularity Award         | Pink Memory          | Candidato/a     |        |
| 2018 | Golden Disc Album Award         | Pink Up              | Candidato/a     | [ 15 ] |
| 2018 | Global Popular Artist Award     | Apink                | Candidato/a     | [ 16 ] |
| 2019 | Digital Daesang                 | "I'm So Sick"        | Candidato/a     |        |
| 2019 | Digital Bonsang                 | "I'm So Sick"        | Candidato/a     |        |
| 2019 | Popularity Award                | Apink                | Candidato/a     |        |
| 2019 | NetEase Most Popular K-pop Star | Apink                | Candidato/a     |        |

 Circle Chart Music Award 
| Anno | Premio                       | Ricevente            | Risultato       | Fonti  |
| ---- | ---------------------------- | -------------------- | --------------- | ------ |
| 2012 | Rookie of the Year           | Apink                | Vincitore/trice | [ 17 ] |
| 2013 | Hot Trend Award              | Apink                | Vincitore/trice | [ 18 ] |
| 2014 | Hot Performance of the Year  | Apink                | Vincitore/trice | [ 19 ] |
| 2015 | Song of the Year (April)     | "Mr. Chu" (On Stage) | Candidato/a     |        |
| 2015 | Song of the Year (December)  | "Luv"                | Vincitore/trice | [ 20 ] |
| 2017 | Song of the Year (September) | "Only One"           | Candidato/a     |        |

 World Music Awards 
| Anno | Premio              | Ricevente | Risultato   | Fonti |
| ---- | ------------------- | --------- | ----------- | ----- |
| 2014 | World Best Group    | Apink     | Candidato/a |       |
| 2014 | World Best Live Act | Apink     | Candidato/a |       |

 Korean Entertainment Art Awards 
| Anno | Premio            | Ricevente | Risultato       | Fonti  |
| ---- | ----------------- | --------- | --------------- | ------ |
| 2014 | Netizen Awards    | Apink     | Vincitore/trice |        |
| 2015 | Best Female Group | Apink     | Vincitore/trice | [ 21 ] |

 Soribada Best K-Music Awards 
Soribada Best K-Music Awards is a music awards show presented by Soribada to celebrate the best in K-pop music.
| Year | Category                  | Recipient | Result      | Ref. |
| ---- | ------------------------- | --------- | ----------- | ---- |
| 2018 | Popularity Award (Female) | Apink     | Candidato/a |      |

## Altri premi
| Anno | Evento                                                   | Premio                    | Risultato       | Fonti  |
| ---- | -------------------------------------------------------- | ------------------------- | --------------- | ------ |
| 2011 | Korean Culture Entertainment Awards                      | Idol Music Rookie Award   | Vincitore/trice | [ 2 ]  |
| 2012 | 7th Asia Model Festival Awards                           | New Star Award            | Vincitore/trice | [ 22 ] |
| 2013 | Korean Culture Entertainment Awards                      | Kpop 10 Singer Group      | Vincitore/trice |        |
| 2015 | SBS Award Festival                                       | TOP 10 Artist             | Vincitore/trice |        |
| 2015 | 29th Japan Gold Disc Award                               | Best New 3 Artists (Asia) | Vincitore/trice | [ 23 ] |
| 2015 | Korean Culture Entertainment Awards                      | Kpop 10 Singer Group      | Vincitore/trice |        |
| 2015 | Seoul Embassies Day Awards (along with VIXX and Rainbow) | Hanbit Awards             | Vincitore/trice |        |
| 2016 | KKBOX Music Awards                                       | Special Award             | Vincitore/trice | [ 25 ] |
| 2017 | V LIVE Awards                                            | Top 10 Global Artist      | Vincitore/trice | [ 26 ] |
| 2018 | 2017 Fandom School Awards                                | Best Female Group         | Vincitore/trice | [ 27 ] |
| 2018 | 2018 Korean Wave Awards                                  | Hallyu Singer Award       | Vincitore/trice | [ 28 ] |